# Alfred Wanckel
Alfred Hermann Wanckel (* 12. September 1855 in Leipzig; † 9. August 1925 in Altenburg) war ein deutscher Architekt und Baubeamter des Königreichs Sachsen bzw. des Herzogtums Sachsen-Altenburg.

## Leben
Familiär vorgeprägt durch seinen Onkel Otto Wanckel und seinen Großvater mütterlicherseits, den nach Norwegen emigrierten Landschaftsmaler und Architekten Franz Wilhelm Schiertz, schlug der Sohn des Leipziger Gerichtsdirektors Hermann Wanckel (1812–1898) und dessen Ehrfrau Clara Wanckel geb. Schiertz (1831–1858) die Architektenlaufbahn ein.
1882 erwarb Wanckel das Offizierspatent in Dresden und trat danach als technischer „Hülfsarbeiter“ in das staatliche  Landbauamt Dresden II ein, wo er 1885 zum Landbau-Assistenten befördert wurde. Als königlich sächsischer Landbauinspektor wechselte er zum 1. April 1891 als Baudirektor und bautechnischer Referent in das Ministerium des Herzogtums Sachsen-Altenburg, wo er 1903 zum Geheimen Regierungs- und Baurat aufstieg.
Wanckel war Kunstwart der evangelischen Volkskirche Thüringens und zudem Mitglied des Erzgebirgsvereins.

## Bauten (Auswahl)

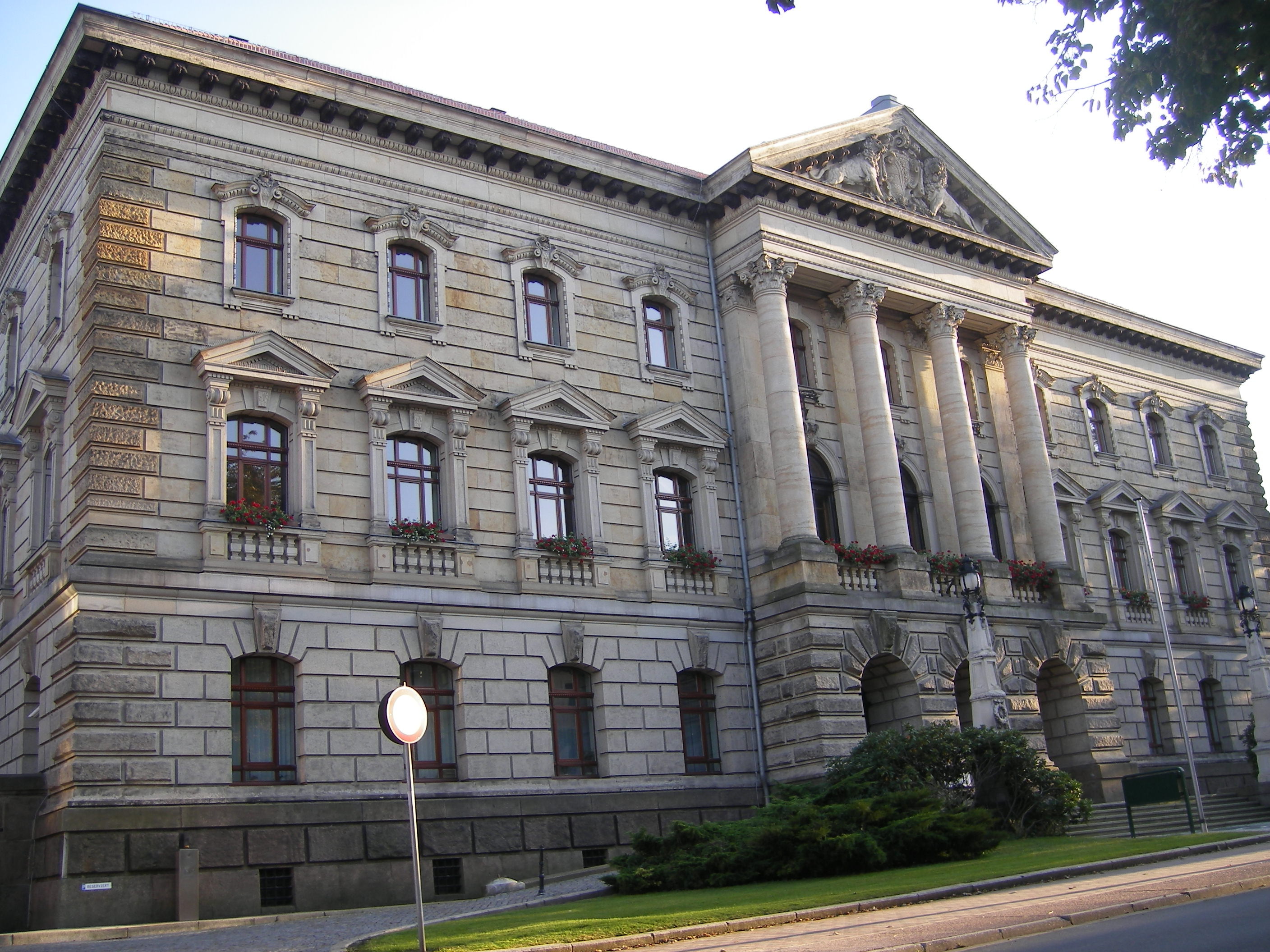
Landratsamt Altenburger Land in Altenburg (1892–1895)
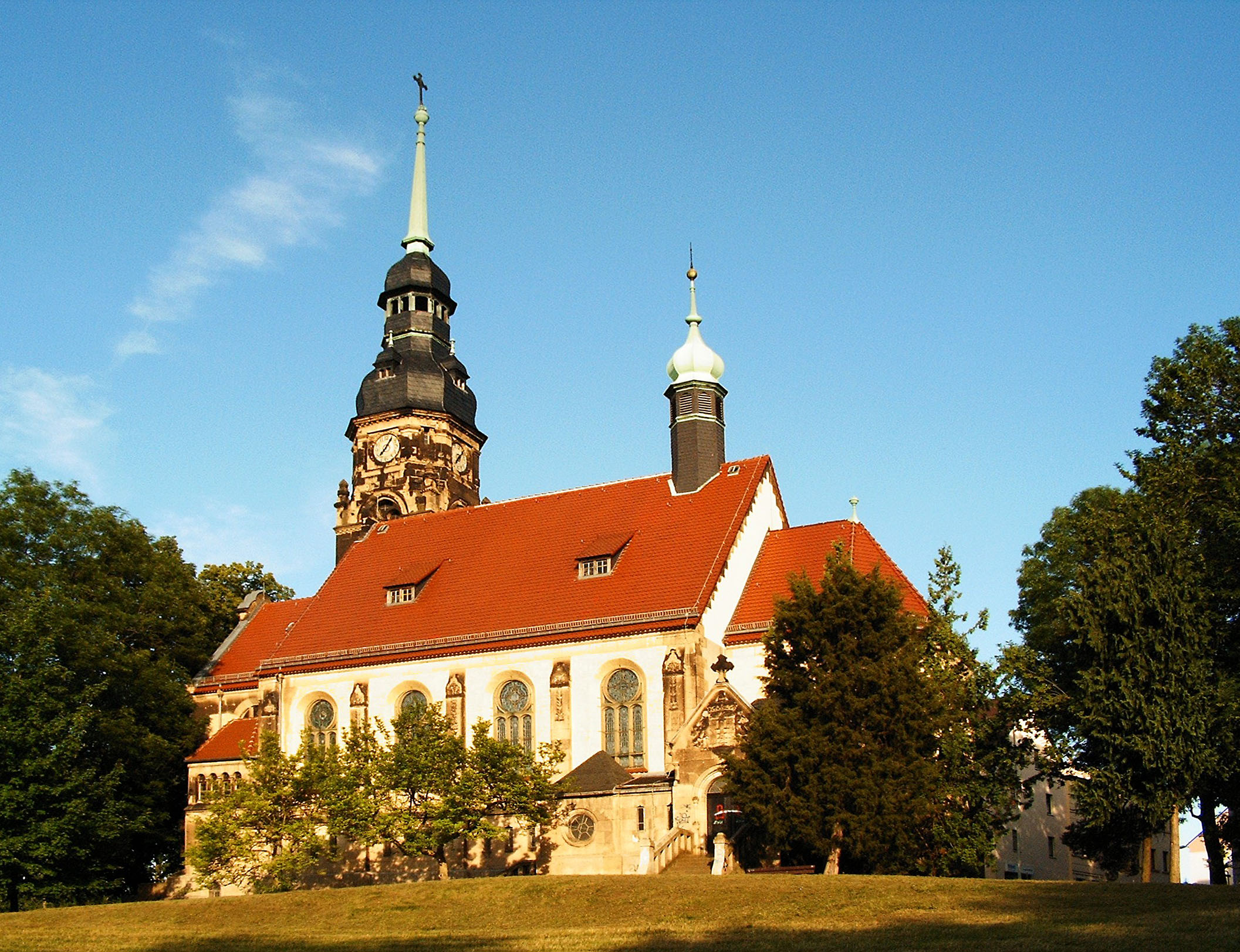
Herzogin-Agnes-Gedächtniskirche in Altenburg (1904–1906)
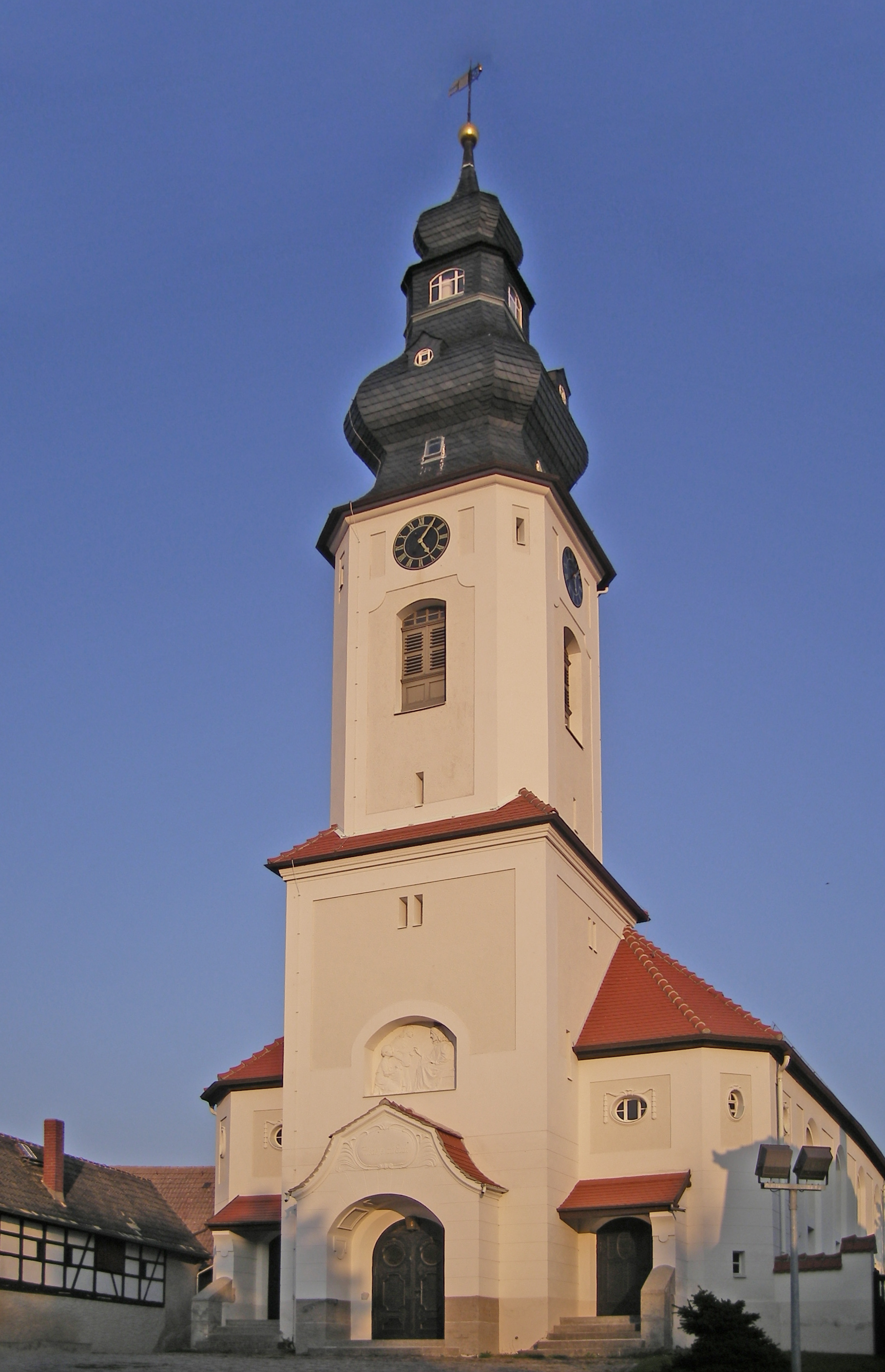
Kirche St. Walburga in Wintersdorf (1905–1907)
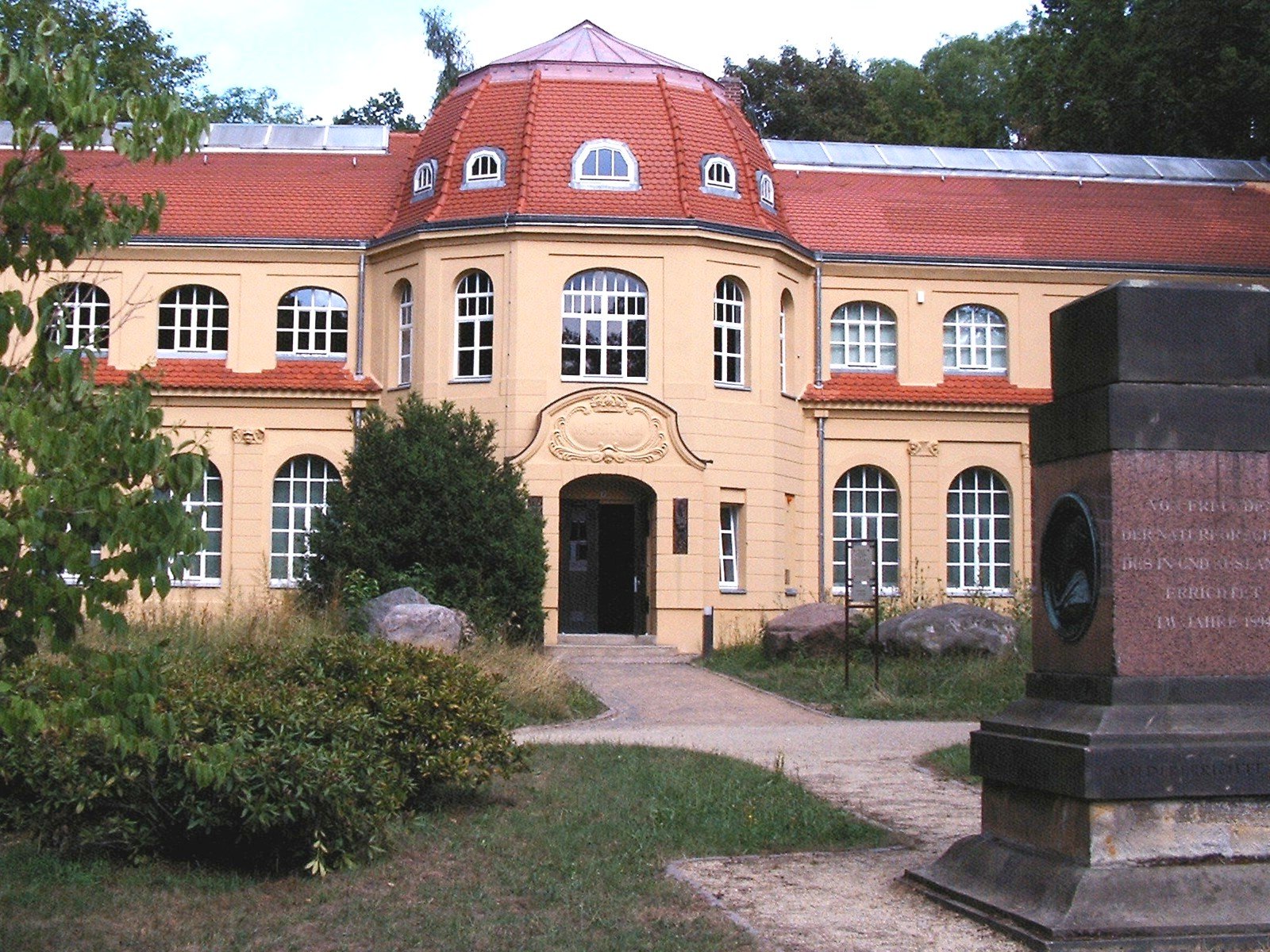
Mauritianum in Altenburg (1907–1908)
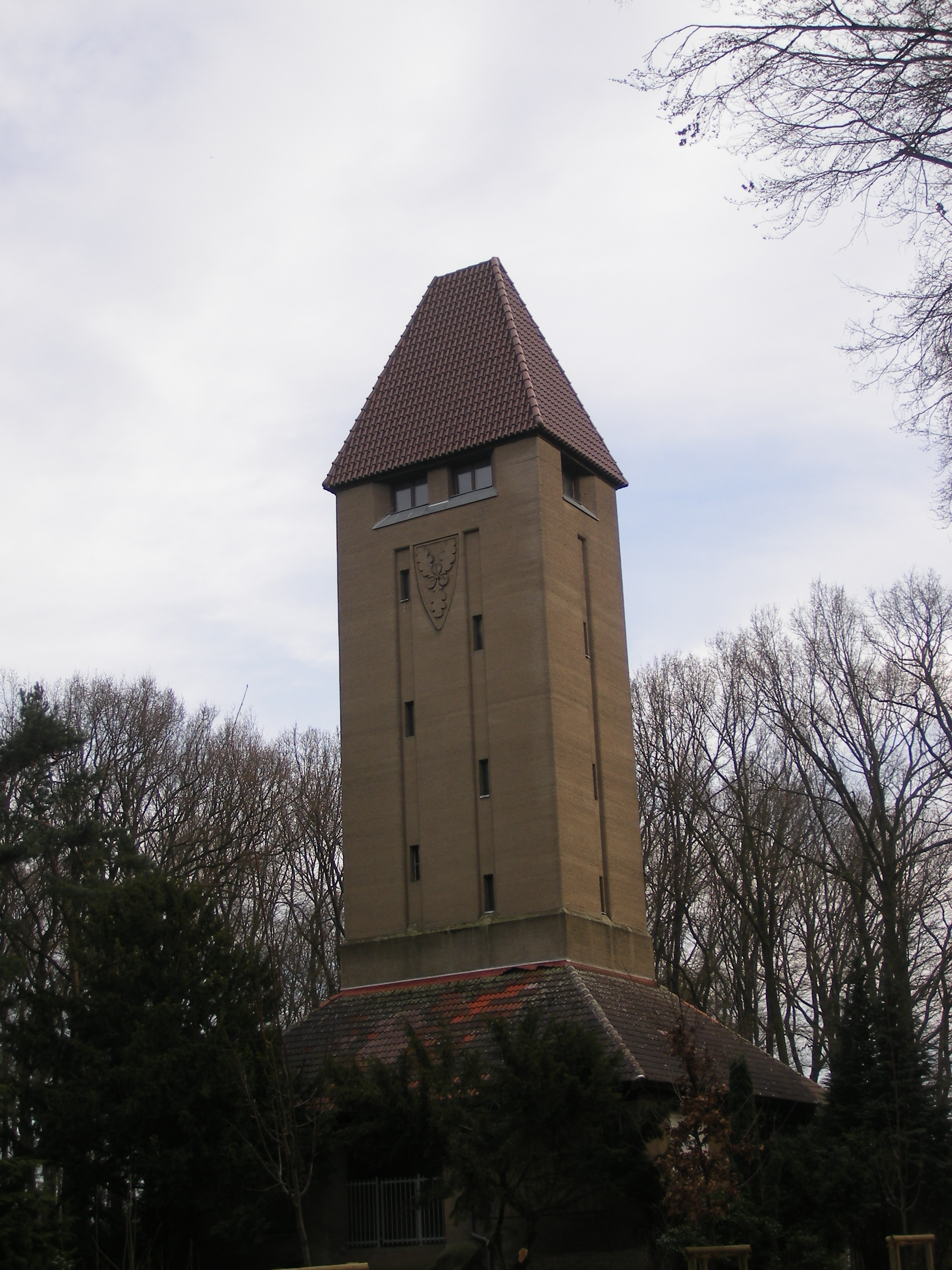
Bismarckturm in Altenburg (1914–1915)

## Schriften (Auswahl)
- Der deutsche evangelische Kirchenbau zu Beginn des 20. Jahrhunderts. Ein Handbuch für Geistliche, Kirchenvorstände und Architekten. A. Ziemsen, Wittenberg 1914.
- Ratschläge für Krieger-Ehrungen im Altenburger Lande. Altenburg 1918.
- (mit Heinrich Meyer): Die Bergkirche und St. Wolfgangskapelle zu Schleiz. Schleiz 1925.